# De Grolsch Veste

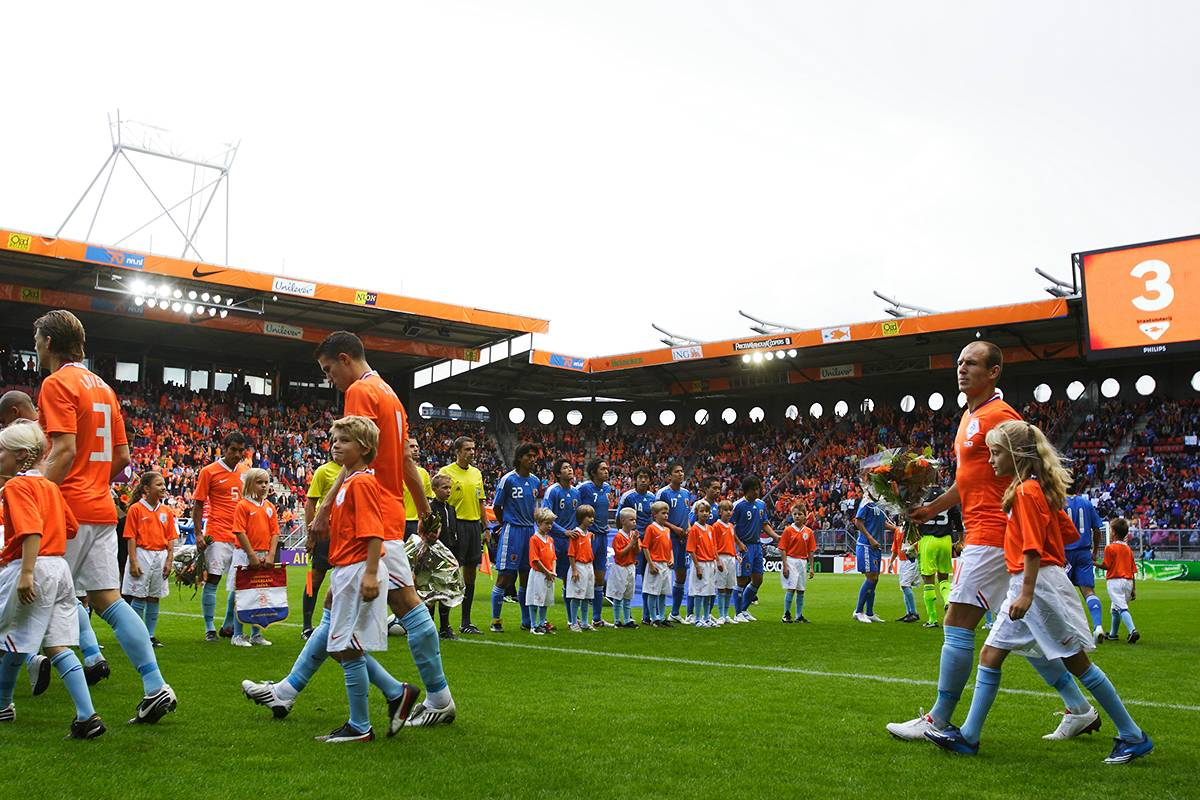
Freundschaftsspiel am 5. September 2009 zwischen den Niederlanden und Japan in Enschede

De Grolsch Veste (deutsch Die Grolsch-Festung) ist ein Fußballstadion in der niederländischen Großstadt Enschede, Provinz Overijssel. Der Eigentümer ist der FC Twente Enschede. Von 1998 bis 2008 trug es den Namen „Arke-Stadion“. Es liegt in der Nähe der Universität Twente. Das Stadion ist komplett mit Sitzplätzen ausgestattet und bietet 30.205 Zuschauern Platz. Ferner ist eine Rasenheizung installiert. Am 1. Oktober 2006 installierte man zwei Videoanzeigetafeln.

## Geschichte
Die Arena ersetzte das „Diekman Stadion“, in dem Twente von 1956 bis 1998 spielte. Man überlegte, das alte Stadion zu renovieren und auszubauen. Durch die wachsende Fangemeinde und den ungünstigen Standort entschied man sich aber zu einem Neubau. Die Grundsteinlegung war am 31. Januar 1997. Die neue Spielstätte kostete 33 Millionen Gulden und der Bau dauerte 14 Monate. Aufgrund der hohen Kosten wurde das Stadion so konstruiert, dass man es bei Bedarf nach und nach erweitern könnte. Das erste Spiel fand am 10. Mai 1998 zwischen Twente Enschede und der PSV Eindhoven statt. Das Eredivisie-Spiel gewann Twente mit 3:0. Im Mai 2008 gab man bekannt, dass das Stadion in „De Grolsch Veste“ umbenannt wird. Die Namensrechte erwarb die Brauerei Grolsch, die in der Gemeinde Enschede ansässig ist. Der Name „Veste“ (deutsch: Festung) geht auf die kleine Stadt Groenlo zurück. Dort war die Brauerei ursprünglich beheimatet.

## Ausbau
Im Jahr 2006 entwickelte man Pläne, das Stadion von 13.250 auf 24.000 Plätze auszubauen. Der Ausbau der Haupt-, Hintertor- und Kurventribüne von einrangigen zu zweirangigen Tribünen begann im Januar 2008 und wurde rechtzeitig zum Saisonbeginn 2008/09 abgeschlossen.
Der nächste Ausbau-Abschnitt begann im Februar 2011, wodurch die Kapazität auf 30.205 Zuschauer erhöht wurde. Diese Ausbaustufe wurde am 29. Oktober 2011 gegen den PSV Eindhoven eingeweiht. Überlegungen gehen dahin, das Stadion auf 44.000 Plätze auszubauen und alle Tribünen dem jetzigen Stand der Haupt- und Hintertortribüne anzupassen, was die Voraussetzung für die Austragung eines Europa-League-Finales ist.

### Bauunglück
Am 7. Juli 2011 stürzte während der Bauphase ein Tribünendach des Stadions ein. Dabei wurden zwei Bauarbeiter getötet und 14 weitere verletzt. Am 18. August 2011 gab die niederländische Untersuchungskommission für Sicherheit in einem Zwischenbericht die Ursache für das Unglück bekannt. Es war schon mit der Dachdeckung begonnen worden, bevor die Dachträger richtig befestigt waren. Ein Konstruktionsfehler wurde nicht gefunden.